# Christian Auer
Christian Auer (ur. 4 kwietnia 1966 w Innsbrucku) – austriacki skeletonista, mistrz świata, wicemistrz Europy, pięciokrotny zdobywca Pucharu Świata.

## Kariera sportowa
W latach 90. XX wieku był najwybitniejszym zawodnikiem w tej dyscyplinie sportowej. Zdobył pięć medali mistrzostw świata, w tym mistrzostwo w 1991 roku w Igls i pięciokrotnie Kryształową Kulę, co jest rekordem w tej dyscyplinie sportowej. U schyłku kariery wystartował w igrzyskach olimpijskich w Salt Lake City w 2002 roku, zajmując dwunaste miejsce.

## Osiągnięcia
- Igrzyska olimpijskie
  - 2002 – 7.
- Mistrzostwa świata
  - 1989 – srebro
  - 1991 – złoto
  - 1992 – brąz
  - 1994 – srebro
  - 1996 – brąz
- Mistrzostwa Europy
  - 1987 – srebro
- Puchar Świata
  - 1986/1987 – 3.
  - 1987/1988 – 3.
  - 1988/1989 – 2.
  - 1989/1990 – 1.
  - 1990/1991 – 1.
  - 1991/1992 – 1.
  - 1992/1993 – 2.
  - 1993/1994 – 1.
  - 1994/1995 – 1.
  - 1995/1996 – 3.